# Матисон, Андрей Викторович
Андрей Викторович Матисон (род. 11 ноября 1970 года, Москва) — российский историк, археограф и генеалог. Специалист в области социальной истории, с его исследований началось научное изучение генеалогии православного духовенства России. Доктор исторических наук.

## Биография
Дед по отцовской линии латыш, бабушка — из русской старообрядческой семьи. По материнской линии дед — доктор технических наук, профессор Николай Алексеевич Мощанский из семьи духовенства Тверской епархии.
Окончил Историко-архивный институт Российского государственного гуманитарного университета.
В 1999 г. защитил кандидатскую диссертацию по теме «Генеалогия московской торгово-промышленной элиты, 1801—1863 гг.».
В 2015 году защитил докторскую диссертацию по теме «Городское духовенство России XVIII в. (историко-генеалогическое исследование по материалам Тверской епархии)». Защита проходила в Уральском федеральном университете.
Автор первого в России справочника по генеалогии священно-церковнослужителей: «Духовенство Тверской епархии XVIII — начала XX веков: Родословные росписи».
В 2011 г. награждён Макариевской премией за монографию «Православное духовенство русского города XVIII века: генеалогия священно-церковнослужителей Твери». Монография стала первым в историографии комплексным исследованием генеалогии духовенства одного из регионов России.
Работал в Главном архивном управлении Москвы и Российском государственном архиве древних актов. Преподает в Школе исторических наук Факультета гуманитарных наук Высшей школы экономики.
С 2016 г. — главный редактор научного альманаха «Российская генеалогия», созданного Российским обществом историков-архивистов.

## Монографии
- Генеалогия православного приходского духовенства России XVIII — начала XX веков: История рода Мощанских— М.: Научная книга, 2000. — 120 с. — 500 экземпляров.— ISBN 5-7671-0003-9
- Православное духовенство русского города XVIII века: генеалогия священно-церковнослужителей Твери — М.: Старая Басманная, 2009. — 268 с. — 500 экземпляров. — ISBN 978-5-904043-24-7
- Матримониальные стратегии православного духовенства Центральной России в конце XVIII века (по материалам Тверской епархии) — М.: Старая Басманная, 2018. — 172 с. — 500 экземпляров. — ISBN 978-5-6040637-0-5
- Архиерейские дворяне, дети боярские и приказные служители в XVII—XVIII веках (Тверской архиерейский дом, 1675—1764 гг) — М.: Старая Басманная, 2021. — 344 с. — 500 экземпляров. — ISBN 978-5-907169-57-9

## Справочники
- Духовенство Тверской епархии XVIII — начала XX веков: Родословные росписи.— Выпуск первый. — СПб.: Издательство ВИРД, 2002. — 216 с. — ISBN 5-94030-022-7; Выпуск второй. — СПб.: Издательство ВИРД, 2003. — 180 с. — ISBN 5-94030-037-5 ; Выпуск третий. — СПб.: Издательство ВИРД, 2004. — 202 с. — ISBN 5-94030-053-7; Выпуск четвёртый. — СПб.: Издательство ВИРД, 2005. — 200 с. — ISBN 5-94030-066-9; Выпуск пятый. — СПб.: Анатолия, 2007. — 206 с. — ISBN 978-5-745201-21-9; Выпуск шестой. — М.: Старая Басманная, 2011. — 178 с. — ISBN 978-5-904043-57-5; Выпуск седьмой. — М.: Старая Басманная, 2013. — 212 с. — ISBN 978-5-904043-97-1; Выпуск восьмой. — М.: Старая Басманная, 2014. — 238 с. — ISBN 978-5-906470-20-1; Выпуск девятый. — М.: Старая Басманная, 2015. — 204 с. — ISBN 978-5-906470-39-3; Выпуск десятый. — М.: Старая Басманная, 2016. — 198 с. — ISBN 978-5-906470-70-6; Выпуск одиннадцатый. — М.: Старая Басманная, 2017. — 226 с. — ISBN 978-5-906470-84-3
- Городское и сельское духовенство Тверской епархии в середине XIX века: Справочник — М.: Старая Басманная, 2015. — 512 с. — ISBN 978-5-906470-62-1
- Духовенство Тверской провинции и прилегающих территорий в первой половине XVIII века: Справочник — М.: Старая Басманная, 2017. — 380 с. — ISBN 978-5-906470-90-4
- Дворянство Тверского уезда XVI — начала XVIII веков: Справочник — М.: Древлехранилище, 2023. — 348 с. — ISBN 978-5-93646-454-6

## Публикации источников
- Переписные книги Твери XVII века. М.: Старая Басманная, 2014. — 124 с. — ISBN 978-5-906470-19-5
- Писцовая и межевая книга Твери 1685—1686 годов. М.: Старая Басманная, 2014. — 348 с. — ISBN 978-5-906470-32-4
- Писцовые и переписные книги Старицы XVII века. М.: Старая Басманная, 2016. — 196 с. — ISBN 978-5-906470-52-2
- Писцовая и переписные книги Ржева XVII — начала XVIII веков. М.: Старая Басманная, 2018. — 348 с. — ISBN 978-5-6040637-3-6
- Писцовая и переписные книги Дмитрова XVII — начала XVIII веков. М.: Старая Басманная, 2019. — 200 с. — ISBN 978-5-907169-11-1
- Переписные книги Бежецкого Верха XVII — начала XVIII веков. М.: Старая Басманная, 2020. — 236 с. — ISBN 978-5-907169-30-2
- Духовные завещания, брачные договоры, документы о родственном разделе имущества (частноправовые акты Твери первой четверти XVIII века). — М.: Старая Басманная, 2022. — 248 с. — ISBN 978-5-907169-72-2

## Награды
- 2011 — Макарьевская премия за монографию «Православное духовенство русского города XVIII века: генеалогия священно-церковнослужителей Твери»[12]